# Smash
Pour les articles homonymes, voir Smash (homonymie).

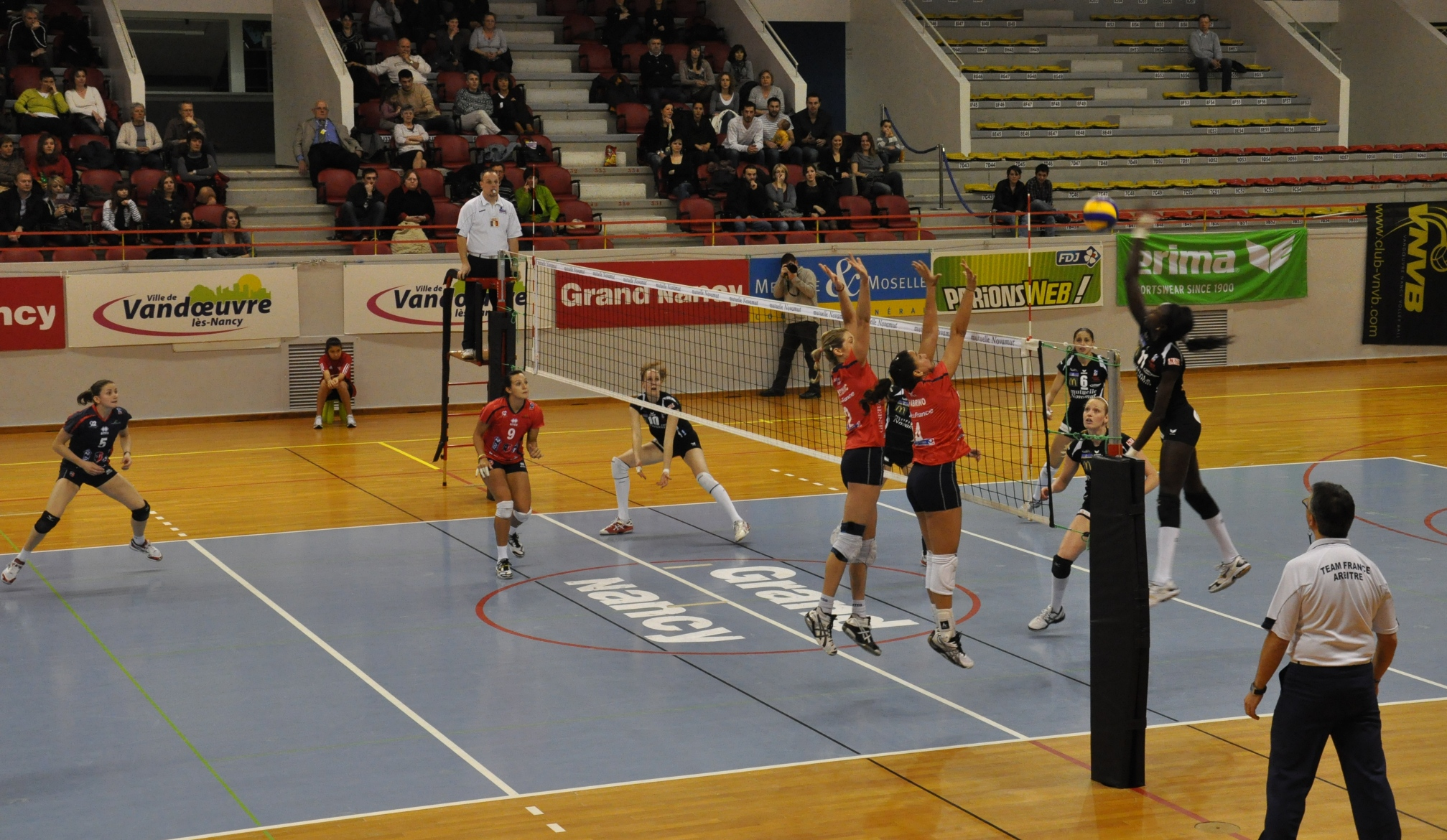
Un smash au Volley-ball.

Un smash (mot anglais) est un coup offensif utilisé au tennis, au tennis de table, au badminton et au volley-ball. Sa trajectoire est tendue et descendante. Il est utilisé pour répondre à une trajectoire haute. Un smash, au démarrage, peut dépasser les 200 km/h au tennis, et a atteint les 493 km/h au badminton. Ce coup existe dans la plupart des sports comportant un filet.

## Analyse

### Au tennis

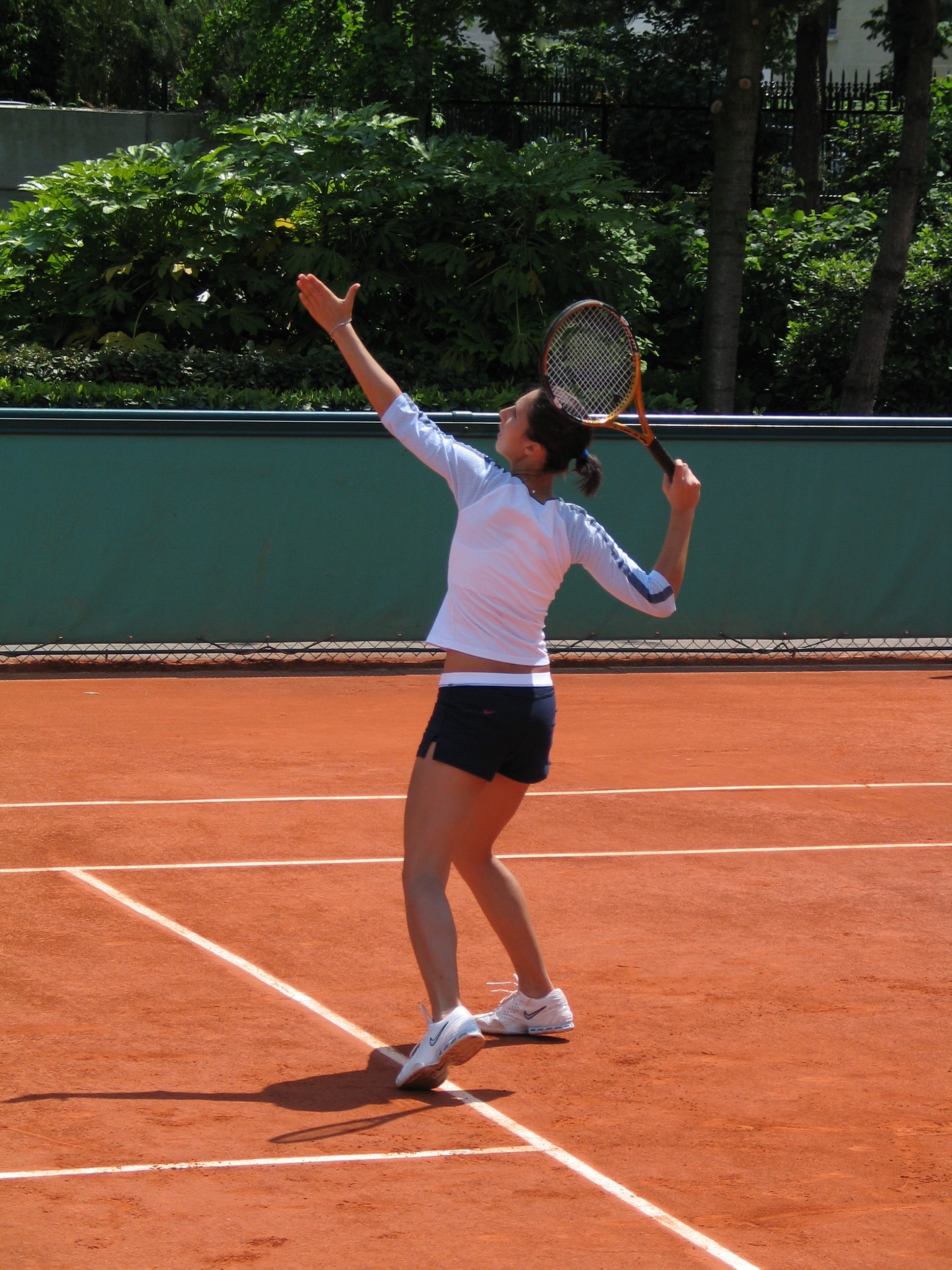
Préparation d'un smash au tennis.

Le smash est une réponse à une situation de jeu au filet. Un joueur effectue un smash parce que son adversaire lui a proposé un lob offensif ou défensif. Dans le cas d'un lob offensif, et en réponse à cette situation plutôt défavorable, le joueur au filet n'a pour seul moyen technique de faire un "smash ciseaux" (en bascule arrière) alors qu'il fera un smash en appuis (en bascule avant) dans une situation plutôt favorable c'est-à-dire en réponse à un lob défensif. 
De plus, à l'image de joueurs offensifs et spectaculaires tels que Yannick Noah ou Pete Sampras, un joueur a aussi la possibilité de faire un smash sauté à l'instar des joueurs de volley-ball.

### Au badminton
Le smash est plus utilisé en double qu'en simple.
En double, c'est un coup de grande importance car ce qui prime est le jeu de l'attaque, l'objectif étant de priver l'adversaire de temps par une trajectoire courte, une vitesse de volant importante et une frappe le plus tôt possible. Parfois en compétition, les joueurs effectuent un saut (jump smash) pour frapper le volant encore plus tôt, avoir beaucoup d'incidence et lui donner une trajectoire plus verticale.

En simple, la possibilité de finir l'échange est attrayante et conduit souvent à un smash mal préparé, dont la trajectoire permet à l'adversaire de déceler le coup. Le retour de smash qui s'ensuit est dans bien des cas déterminant chez le débutant car il est forcément plus rapide.